# Woodsia
Woodsia és un gènere subcosmopolita de falgueres de la família Woodsiaceae.

## Taxonomia
El gènere Woodsia inclou, segons el Sistema Integrat d'Informació Taxonòmica   les següents espècies:
- Woodsia alpina (Bolton) Gray
- Woodsia appalachiana T. M. C. Taylor
- Woodsia cochisensis Windham
- Woodsia glabella R. Br. ex Richards.
- Woodsia ilvensis (L.) R. Br.
- Woodsia indusiosa H. Christ
- Woodsia mexicana Fée
- Woodsia neomexicana Windham
- Woodsia obtusa (Spreng.) Torr.
- Woodsia oregana D. C. Eat.
- Woodsia phillipsii Windham
- Woodsia plummerae Lemmon
- Woodsia scopulina D. C. Eat.

Altres autors consideren que hi ha fins a més de 50 taxons acceptats, entre ells Woodsia pulchella Bertol. que ha estat citada als Pirineus i es pot considerar un sinònim de Woodsia glabella.
Als Països Catalans són autòctones les espècies Woodsia alpina i Woodsia glabella.